# William S. Lind
Pour les articles homonymes, voir Lind.
William Sturgiss Lind, né le 9 juillet 1947, est un essayiste américain.

## Biographie
Il a théorisé le "marxisme culturel".
Avec le Colonel Keith Nightengale (US Army), le capitaine John F. Schmitt (USMC), le colonel Joseph W. Sutton (US Army) et le Lieutenant Colonel Gary I. Wilson (USMCR) il a théorisé le concept de guerre de 4e génération dans un article de 1989 dans la Marine Corps Gazette intitulé  "The Changing Face of War: Into the Fourth Generation".

## Publications
- avec Gregory A. Thiele, 4th Generation Warfare Handbook, Castalia House, 2005.
- The Four Generations of Modern War, Castalia House, 2014.
- On War: The Collected Columns of William S. Lind 2003-2009, préface de Martin van Creveld, Castalia House, 2014.
- Maneuver Warfare Handbook, Westview Press, 1985.
- avec William H. Marshner, Cultural Conservatism Theory and Practice, 1991, Free Congress Res & Education.
- avec Nightengale, Schmitt, Sutton, Wilson: The Changing Face of War: Into the Fourth Generation.
- avec Gary Hart, America Can Win: The Case for Military Reform.